# André Vanderstappen
André Vanderstappen, né le 27 mars 1934 et mort le 14 juin 2005 à Charleroi en Belgique, est un footballeur international belge qui joue au poste de gardien de but. Sa carrière se limite à deux clubs, l'Olympic de Charleroi et l'Union Saint-Gilloise.

## Biographie
André Vanderstappen débute en équipe première de l'Olympic de Charleroi en 1953 et s'impose rapidement comme titulaire au poste de gardien de but. Le club joue alors en première division mais en 1955, le club est sanctionné pour avoir offert une prime de transfert à un joueur et rétrogradé en Division 2. Il remonte directement la saison suivante et André Vanderstappen, au meilleur de sa forme, est appelé pour la première fois en équipe nationale belge à partir d'octobre 1956, d'abord comme réserviste, puis comme premier gardien à partir du mois d'avril 1957. Il défend les filets des Diables Rouges à dix reprises jusqu'en 1959. Il sera encore appelé à plusieurs reprises jusqu'en 1961 mais restera toujours sur le banc des remplaçants.
En 1960, il quitte l'Olympic pour rejoindre l'Union Saint-Gilloise. Après trois saisons, le club est relégué en deuxième division. Le club est champion dès la saison suivante et remonte parmi l'élite mais ne parvient pas à s'y maintenir plus d'une saison. Après cinq saisons dans la capitale, André Vanderstappen décide alors de mettre un terme à sa carrière de joueur. Il a joué 235 matches en première division belge et inscrit cinq buts.
Après sa carrière, il se retire du monde du football. Il meurt le 14 juin 2005, à l'âge de 71 ans.

## Statistiques

### En club
| Saison                | Club                  | Championnat           | Championnat | Championnat | Coupe(s) nationale(s) | Coupe(s) nationale(s) | Compétition(s) continentale(s) | Compétition(s) continentale(s) | Compétition(s) continentale(s) | Belgique | Belgique | Total | Total |
| Saison                | Club                  | Division              | M.          | B.          | M.                    | B.                    | Comp.                          | M.                             | B.                             | M.       | B.       | M.    | B.    |
| 1953-1954             | Olympic CC            | Division 1            | 9           | 0           | -                     | -                     | -                              | -                              | -                              | -        | -        | 9     | 0     |
| 1954-1955             | Olympic CC            | Division 1            | 13          | 0           | 1                     | 0                     | -                              | -                              | -                              | -        | -        | 14    | 0     |
| 1955-1956             | Olympic CC            | Division 2            | 16          | 0           | -                     | -                     | -                              | -                              | -                              | -        | -        | 16    | 0     |
| 1956-1957             | Olympic CC            | Division 1            | 30          | 0           | -                     | -                     | -                              | -                              | -                              | 2        | 0        | 32    | 0     |
| 1957-1958             | Olympic CC            | Division 1            | 30          | 0           | -                     | -                     | -                              | -                              | -                              | 2        | 0        | 32    | 0     |
| 1958-1959             | Olympic CC            | Division 1            | 29          | 3           | -                     | -                     | -                              | -                              | -                              | 6        | 0        | 35    | 3     |
| 1959-1960             | Olympic CC            | Division 1            | 29          | 1           | -                     | -                     | -                              | -                              | -                              | 6        | 0        | 35    | 1     |
| Sous-total            | Sous-total            | Sous-total            | 156         | 4           | 1                     | 0                     | -                              | -                              | -                              | 10       | 0        | 167   | 4     |
| 1960-1961             | Union Saint-Gilloise  | Division 1            | -           | -           | -                     | -                     | -                              | -                              | -                              | -        | -        | 0     | 0     |
| 1961-1962             | Union Saint-Gilloise  | Division 1            | 6+          | 0           | -                     | -                     | C3                             | 2                              | 0                              | -        | -        | 8     | 0     |
| 1962-1963             | Union Saint-Gilloise  | Division 1            | 5+          | 0           | -                     | -                     | C3                             | 5                              | 0                              | -        | -        | 10    | 0     |
| 1963-1964             | Union Saint-Gilloise  | Division 2            | -           | -           | -                     | -                     | -                              | -                              | -                              | -        | -        | 0     | 0     |
| 1964-1965             | Union Saint-Gilloise  | Division 1            | 6+          | 0           | -                     | -                     | C3                             | 2                              | 0                              | -        | -        | 8     | 0     |
| Sous-total            | Sous-total            | Sous-total            | 95+         | 1           | -                     | -                     | -                              | 9                              | 0                              | -        | -        | 104   | 1     |
| Total sur la carrière | Total sur la carrière | Total sur la carrière | 251+        | 5           | 1                     | 0                     | -                              | 9                              | 0                              | 10       | 0        | 271   | 5     |

### Sélections internationales
André Vanderstappen a été sélectionné à 23 reprises en équipe nationale belge entre 1956 et 1961. Il ne dispute cependant que dix rencontres, de 1957 à 1959.
Le tableau ci-dessous reprend uniquement les rencontres qu'il a effectivement disputées. Le score de la Belgique est toujours indiqué en gras.
| Date       | Compétition                                  | Adversaire | Lieu      | Score |
| ---------- | -------------------------------------------- | ---------- | --------- | ----- |
| 28/04/1957 | Match amical                                 | Pays-Bas   | Amsterdam | 1-1   |
| 26/05/1957 | Match amical                                 | Roumanie   | Bruxelles | 1-0   |
| 04/09/1957 | Éliminatoires Coupe du monde 1958 (Groupe 2) | Islande    | Reykjavik | 2-5   |
| 26/05/1958 | Match amical                                 | Suisse     | Zurich    | 0-2   |
| 28/09/1958 | Match amical                                 | Pays-Bas   | Anvers    | 2-3   |
| 26/10/1958 | Match amical                                 | Turquie    | Bruxelles | 1-1   |
| 23/11/1958 | Match amical                                 | Hongrie    | Budapest  | 3-1   |
| 01/03/1959 | Match amical                                 | France     | Colombes  | 2-2   |
| 19/04/1959 | Match amical                                 | Pays-Bas   | Amsterdam | 2-2   |
| 14/06/1959 | Match amical                                 | Autriche   | Vienne    | 4-2   |

## Palmarès
- 1 fois champion de Belgique de Division 2 en 1964 avec l'Union Saint-Gilloise.